# Christophe Jallet
Christophe Jallet (Cognac, 31 oktober 1983) is een Frans voetballer die doorgaans speelt als rechterverdediger. Hij verruilde OGC Nice in juli 2019 transfervrij voor Amiens SC. Jallet maakte in 2012 zijn debuut in het Frans voetbalelftal.

## Clubstatistieken
| Seizoen | Club                | Competitie | Competitie | Competitie | Beker | Beker | Internationaal | Internationaal | Totaal | Totaal |
| Seizoen | Club                | Competitie | Wed.       | Dlp.       | Wed.  | Dlp.  | Wed.           | Dlp.           | Wed.   | Dlp.   |
| ------- | ------------------- | ---------- | ---------- | ---------- | ----- | ----- | -------------- | -------------- | ------ | ------ |
| 2003/04 | Chamois Niortais    | Ligue 2    | 28         | 3          | 1     | 0     | —              | —              | 29     | 3      |
| 2004/05 | Chamois Niortais    | Ligue 2    | 37         | 4          | 1     | 0     | —              | —              | 38     | 4      |
| 2005/06 | Chamois Niortais    | National   | 33         | 5          | 2     | 1     | —              | —              | 35     | 6      |
| 2006/07 | FC Lorient          | Ligue 1    | 36         | 1          | 2     | 0     | —              | —              | 38     | 1      |
| 2007/08 | FC Lorient          | Ligue 1    | 37         | 1          | 2     | 0     | —              | —              | 39     | 1      |
| 2008/09 | FC Lorient          | Ligue 1    | 24         | 1          | 2     | 0     | —              | —              | 26     | 1      |
| 2009/10 | Paris Saint-Germain | Ligue 1    | 35         | 3          | 8     | 0     | —              | —              | 43     | 3      |
| 2010/11 | Paris Saint-Germain | Ligue 1    | 35         | 1          | 8     | 1     | 9              | 1              | 52     | 3      |
| 2011/12 | Paris Saint-Germain | Ligue 1    | 33         | 3          | 5     | 0     | 6              | 0              | 44     | 3      |
| 2012/13 | Paris Saint-Germain | Ligue 1    | 27         | 0          | 5     | 0     | 9              | 0              | 41     | 0      |
| 2013/14 | Paris Saint-Germain | Ligue 1    | 13         | 0          | 2     | 0     | 3              | 0              | 18     | 0      |
| 2014/15 | Olympique Lyon      | Ligue 1    | 32         | 1          | 2     | 0     | 4              | 0              | 38     | 1      |
| 2015/16 | Olympique Lyon      | Ligue 1    | 23         | 1          | 4     | 0     | 4              | 1              | 31     | 2      |
| Totaal  | Totaal              | Totaal     | 289        | 24         | 44    | 2     | 35             | 2              | 468    | 28     |

Bijgewerkt op 13 mei 2016.

## Interlandcarrière
Jallet maakte zijn debuut in het Frans voetbalelftal tijdens een oefeninterland tegen Uruguay (0–0). Hij begon op de bank maar bondscoach Didier Deschamps liet hem na achtentwintig minuten invallen voor Mathieu Debuchy. Tijdens dit duel maakten ook Mapou Yanga-Mbiwa (Montpellier) en Étienne Capoue (Toulouse) hun debuut voor Frankrijk. Tijdens zijn tweede interland, tegen Wit-Rusland mocht de vleugelverdediger voor het eerst in de basis beginnen. Nadat Capoue de score vier minuten na rust had geopend, wist Jallet in de achtenzestigste minuut de score uit te breiden naar 2–0. Na verdere doelpunten van Anton Putsila en Franck Ribéry won Frankrijk met 3–1 van Wit-Rusland. Bondscoach Deschamps nam Jallet op 12 mei 2016 op in de Franse selectie voor het EK 2016, in eigen land. Hierop bereikten zijn ploeggenoten en hij de finale, die ze met 0–1 verloren van Portugal.
| Interlands van Christophe Jallet voor Frankrijk | Interlands van Christophe Jallet voor Frankrijk | Interlands van Christophe Jallet voor Frankrijk | Interlands van Christophe Jallet voor Frankrijk | Interlands van Christophe Jallet voor Frankrijk | Interlands van Christophe Jallet voor Frankrijk | Interlands van Christophe Jallet voor Frankrijk |
| №                                               | Datum                                           | Wedstrijd                                       | Uitslag                                         | Competitie                                      | Goals                                           |                                                 |
| Als speler bij Paris Saint-Germain              | Als speler bij Paris Saint-Germain              | Als speler bij Paris Saint-Germain              | Als speler bij Paris Saint-Germain              | Als speler bij Paris Saint-Germain              | Als speler bij Paris Saint-Germain              | Als speler bij Paris Saint-Germain              |
| ----------------------------------------------- | ----------------------------------------------- | ----------------------------------------------- | ----------------------------------------------- | ----------------------------------------------- | ----------------------------------------------- | ----------------------------------------------- |
| 1.                                              | 15 augustus 2012                                | Frankrijk – Uruguay                             | 0 – 0                                           | Vriendschappelijk                               |                                                 |                                                 |
| 2.                                              | 11 september 2012                               | Frankrijk – Wit-Rusland                         | 3 – 1                                           | Kwalificatie WK 2014                            | 68'                                             |                                                 |
| 3.                                              | 12 oktober 2012                                 | Frankrijk – Japan                               | 0 – 1                                           | Vriendschappelijk                               |                                                 |                                                 |
| 4.                                              | 22 maart 2013                                   | Frankrijk – Georgië                             | 3 – 1                                           | Kwalificatie WK 2014                            |                                                 |                                                 |
| 5.                                              | 26 maart 2013                                   | Frankrijk – Spanje                              | 0 – 1                                           | Kwalificatie WK 2014                            |                                                 |                                                 |
| Als speler bij Olympique Lyon                   |                                                 |                                                 |                                                 |                                                 |                                                 |                                                 |
| 6.                                              | 14 oktober 2014                                 | Armenië – Frankrijk                             | 0 – 3                                           | Vriendschappelijk                               |                                                 |                                                 |
| 7.                                              | 14 november 2014                                | Frankrijk – Albanië                             | 1 – 1                                           | Vriendschappelijk                               |                                                 |                                                 |
| 8.                                              | 29 maart 2015                                   | Frankrijk – Denemarken                          | 2 – 0                                           | Vriendschappelijk                               |                                                 |                                                 |
| 9.                                              | 13 juni 2015                                    | Albanië – Frankrijk                             | 1 – 0                                           | Vriendschappelijk                               |                                                 |                                                 |
| 10.                                             | 11 oktober 2015                                 | Denemarken – Frankrijk                          | 1 – 2                                           | Vriendschappelijk                               |                                                 |                                                 |
| 11.                                             | 25 maart 2016                                   | Nederland – Frankrijk                           | 2 – 3                                           | Vriendschappelijk                               |                                                 |                                                 |

Bijgewerkt op 11 juli 2016.

## Erelijst
| Competitie            |                  |                  |                  |                  |
| Competitie            | Aantal           | Jaren            |                  |                  |
| Chamois Niortais      | Chamois Niortais | Chamois Niortais | Chamois Niortais | Chamois Niortais |
| --------------------- | ---------------- | ---------------- | ---------------- | ---------------- |
| Championnat National  | 1x               | 2005/06          |                  |                  |
| Paris Saint-Germain   |                  |                  |                  |                  |
| Ligue 1               | 1x               | 2012/13          |                  |                  |
| Coupe de France       | 1x               | 2009/10          |                  |                  |
| Coupe de la Ligue     | 1x               | 2013/14          |                  |                  |
| Trophée des Champions | 1x               | 2013             |                  |                  |